# Jorden runt på 80 dagar (svenskt brädspel)
Jorden runt på 80 dagar är ett svenskt brädspel konstruerat av Dan Glimne och utgivet av Alga 1986. Spelet bygger på Jules Vernes roman med samma namn: Jorden runt på 80 dagar.
I spelet ska spelarna försöka ta sig runt Jorden på 80 dagar, utan att få slut på pengar. De kan använda transportmedel som tåg, vagn, elefant, båt och ballong, om de har motsvarande kort, för att ta sig runt på spelplanen som är uppdelad i två delar: den ena med Eurasien och en bit av Afrika och Oceanien, och den andra med Nordamerika.
Spelet har även släppts på finska under namnet Maailman ympäri 80 päivässä.